# Pedro de Aranda
Pedro de Aranda fue un insurgente mexicano que participó en la Independencia de México. Nació en Comanja, Lagos de Moreno, Jalisco, viviendo en la hacienda Penjamillo el Alto, que era de su propiedad, dedicado a la agricultura cuando estalló la lucha por la independencia. Se unió a la lucha a invitación de Rafael Iriarte, por lo que fue enviado a expedicionar por San Luis Potosí y Zacatecas, hasta que Ignacio Allende lo destinó a las fuerzas del Mariscal Mariano Jiménez, participando en la Batalla de Aguanueva y en la Toma de Saltillo. Luego de estas batallas, fue enviado por Jiménez en calidad de Gobernador de Coahuila a Monclova, que era la capital de la provincia. Liberó al gobernador Manuel María de Salcedo y a Simón de Herrera, y fue hecho prisionero de Ignacio Elizondo en Monclova el 17 de marzo de 1811, mientras se encontraba en un baile. Ya preso, fue enviado a Acatita de Baján, y luego a Chihuahua, donde se le sentenció a la pérdida de todos sus bienes y a prisión por 10 años en Encinillas, donde fue confinado y murió algún tiempo después.